# 路桥街道
路桥街道，中国浙江省台州市路桥区下辖的一个街道。

## 行政区划
路桥街道现辖：
新安社区、潞河社区、商城社区、人峰社区、古街社区、章苑社区、永跃村、田洋王村、石浜村、下包村、良一村、良二村、河西村、蔡於村、丁岙村、龙头王村、章杨村、新路村、浃里陈村和辽洋村。